# رادوي دومانوفيتش
رادوي دومانوفيتش (السيريلية الصربية: Радоје Домановић ؛ 16 فبراير 1873-17 أغسطس 1908) وهو كاتبًا ومدرسًا صربيًا، اشتهر بقصصه القصيرة الساخرة. وكان في سنوات بلوغه بعراك مستمر ضد مرض السل. هذا الظرف من حياته كان سبباً في إلهام كل من عرفه، وخلق هالة من الرومانسية والعاطفة المناقضة لإنجازاته الأدبية باعتباره ساخرًا وناقدًا ضخما في المجتمع الصربي المعاصر.

## سيرته
ولد دومانوفيتش في قرية اوفسيشته الواقعة في بلدة توبولا، مقاطعة شوماديا. حضر صالة للألعاب الرياضية في كراغويفاتش. قٌبض على اثنين من أساتذته، بيرا دورديفيتش وسريتين ستويكوفيتش، الذين كانوا من أتباع سفيتوزار ماركوفيتش، لمحاولتهم السيطرة على الحكومة المحلية ورفع العلم الأحمر. درس دومانوفيتش التاريخ وعلم فقه اللغة في مدرسة بلغراد الكبرى من 1890 إلى 1894.  قرأ بعض أعماله الأولى لأعضاء منظمة طلابية Pobratimstvo (اخوة بالدم). كان دومانوفيتش من بين الكتاب الأوائل الذين بدأوا في إبراز تعبيراً مستقلاً عن تجربتهم الحضارية الخاصة في أعمالهم الجديدة، ولم يمض وقت طويل قبل اعتماد مصطلح «نثر بلغراد» (beogradska proza) للإشارة إلى التوجه الذي لعبت بلغراد فيه دوراً مهماً، ليس بالمكان والزمان للحدث فحسب بل تقريبًا كممثل بحد ذاته.
يعتبر دومانوفيتش أفضل كاتب ساخر في الأدب الصربي خلال مطلع القرن العشرين، اذ كان دومانوفيتش كاتبًا موهوبًا بالفطرة ومهتمًا بالسياسة، وقد استخدم قلمه الحقود ضد مظالم الديمقراطية في طور التكوين.
كتابة قصص فكاهية وساخرة، دومانوفيتش يذكر على وجه الخصوص لكتاباته ل Kraljevi Marko po drugi među Srbima (الأمير ماركو للمرة الثانية بين الصرب). إحياء بطل الشعب الأمير ماركو، يضعه دومانوفيتش في العالم الحديث. عند سماع عويل ورثاء زملائه الصرب، يطلب ماركو الإذن من الله للعودة إلى الأرض لينقذهم، وتتحقق أمنيته ويجد ماركو الشجاع القوي نفسه في بلغراد، ولكن لسوء الحظ، فإن طريقته في التعامل مع المواقف - بضرب أعدائه بصولجانه الضخم - لم يتم تقديرها من قبل السلطات ولا من قبل الرجال والنساء العاديين في الشارع، اذ هنالك العديد من الأمور التي يجب على ماركو تعلمها لينجح.
في عام 1893، كتب دومانوفيتش ونشر أعماله الأولى، القصة قصيرة Na mesečini (في ضوء القمر)، في مجلة مشهورة للمثقفين تسمى جافور . بعد ذلك بعامين، حصل على أول فترة عمل له كمحاضر في صالة للألعاب الرياضية في بايروت، وهناك التقى بياشا برودانوفيتش، الذي ساهم في تأسيس الحزب الراديكالي الصربي المستقل في 1901. في ذلك الحين، انضم دومانوفيتش إلى Republikanska stranka (الحزب الجمهوري)، وتزوج من ناتاليا ريستيتش. وقام دومانوفيتش بدور فعال للحفاظ على عقيدة الحزب الجمهوري خلال الفترة الملكية. تم تهديده مرارًا وتكرارًا بعدم انتقاد المؤسسة، وبعد تسعة أشهر، عُوقب بالنقل إلى صالة للألعاب الرياضية في مدينة فرانجي بعدما طلب خصومه السياسيين ذلك، وبعد عاماً واحداً في فرانجي وبنفس التهمة نُقل مرة أخرى إلى ليسكوفاتش. بعد خطاب انتقد فيه منصب المعلمين في عام 1898، تمت إحالته من منصبه هو وزوجته، وردًا على ذلك، أنشئ دومانوفيتش قصة قصيرة بعنوان Ukidanje Strasti (قتل العاطفة).
في عام 1899، نشر مجموعتين من القصص القصيرة وقصته الشهيرة دانقا ، ربما كانت مصدر إلهام لرواية يفياني زامياتشين نحن. في العام التالي، حصل على وظيفة حكومية بمرتب جيد ككاتب في أرشيف الدولة. وفي عام 1902، بعد أن نشر "ستراديا تم فصله من منصبه مرة أخرى. في أرض "ستراديج" الأسطورية، يُظهر دومانوفيتش كيف أن الشرطة أنقذت الناخبين من الاثقال على أنفسهم للإدلاء بأصواتهم في انتخابات حرة في حين وزراء الحكومة يلعبون الكراسي الموسيقية. (حتى في نهاية القرن العشرين، ليس هناك ما يتم اضافته إلى نقد العقلية العبودية والخداع السياسي والدعاية التي دائماً ما تنجح). بدأ دومانوفيتش في كتابة مقالات افتتاحية لمجلة Odjek (صدى). بعد الانقلاب في عام 1903، عاد دومانوفيتش إلى منصبه، وسرعان ما حصل على معاش للعمل على قصصه. ترددت شائعات بأن الانقلاب أنقذ حياته بحيث انه كان على قائمة للتصفية من قِبل الحكومة القديمة. وفي عام 1904 دشن مجلة ستراديا، التي كان لها 35 إصدارًا. في العام التالي،  عُيَّن في هيئة الصحافة الحكومية. توفي عام 1908 من مرض السل، في حين زوجته وابنه زوران وابنته دانيكا نجو المرض.

## قصصه قصيرة
كان دومانوفيتش من ضمن الكتاب الأوائل (جنبًا إلى جنب مع ميلوتين أوسكوكوفيتش، وراستكو بيتروفيتش، وبوغدان بوبوفيتش، وجوفان سكيرليتش، وآخرين) للبدء في إبراز تعبيراً مستقلاً عن تجربتهم الحضارية الخاصة في أعمالهم الجديدة، ولم يمض وقت طويل قبل ان يتم تبني المصطلح " Beogradska proza " - نثر بلغراد - للإشارة إلى هذا التوجه الذي لعبت فيه المدينة دوراً مهماً، ليس بالمكان والزمان للحدث فحسب بل تقريبًا كممثل بحد ذاته.
يمكن مقارنة دومانوفيتش بجوناثان سويفت، وفي الواقع، اقترح بعض النقاد أنه سويفت الصربي، حيث كان ماهرًا بشكل استثنائي في كتاباته التهكمية على نحو لاذع مما جعل قصصه متشائمة وكئيبة للغاية.
عاش دومانوفيتش 35 عامًا فقط ولم ينشر الكثير، تاركًا بعض أعماله في شكل مخطوطات، ولكن في السنوات الأخيرة من حياته القصيرة تنبئ وأكمل جزئيًا مشروعًا خياليًا ذو طموح أدى إلى إنصاف نظرياته. اقترح أن يروي في سلسلة من القصص القصيرة الأخطاء والتجاوزات في الحياة السياسية والاجتماعية لمجتمع يحاول أن يلم شتاته، ومن أشهر قصصه:
- Stradija (أرض المحن)، قصة رمزية انتقد فيها قساوة السلطة وطاعة رعاياها.
- Danga (وصمة العار)، قصة عن حلم المؤلف بزيارة بلد خيالي حيث يتبع جميع الشعوب قادتهم بشكل أعمى في مجتمع بائس، بعد أن تم وسم جميع المواطنين على جباههم، دون تذمر، تبلغ القصة ذروتها عندما يعلن الراوي أنه وبصفته صربيًا، أكثر شجاعة من أي شخص ويطلب أن يتم وسمه عشر مرات.
- Ukidanje Strasti (قتل العاطفة) وهي رواية ساخرة عن التشريع بمنع العاطفة، وبعد ذلك توقف الافرادعن القيام بأشياء عده مثل التدخين، أو الشرب، أو المشاركة بالسياسة.
- Razmišljanje jednog običnog srpskog vola
- (تأمل الثور الصربي الاعتيادي) ينتقد فيه إساءة استخدام الصرب لتاريخهم وتقاليدهم بالإضافة إلى السلوك الاستغلالي المتفشي من وجهة نظر الثور، وعند رؤية فجور ونفاق سيده وأبناء بلده، يبدأ الثور فجأة في التفكر بعقلانية بدافع الألم واليأس المطلقين.
- Kraljevi Marko po drugi među put Srbima (الامير ماركو للمرة الثانية بين الصرب)، وهي قصة عودة بطل صربي ملحمي، ووعود كاذبة بشأن مستقبل أفضل.
- Mrtvo more (البحر الميت) وقصتة تتحدث عن معارضة الجماهير لأي نوع من التطور.
- Vođa (<i id="mwVg">القائد</i>)، وقصتة حول القيادة غير الكفؤة: والأشخاص الذين اختاروا شخصًا لم يروه من قبل لقيادتهم إلى مكان أفضل. بعد معاناتهم في رحلة طويلة، أدركوا أن قائدهم كان أعمى. وكان ذلك هجوماً على نيكولا باشيتش، زعيم الحزب الراديكالي الشعبي، بعد خيبة أمل دومانوفيتش لموقف باشيتش الهادي تجاه النظام الملكي.

## إرثه
سُميت العديد من المدارس الابتدائية والمكتبات (في ليسكوفاك، سوردوليكا، راسا، توبولا وفليكا بلانا)  في صربيا باسم رادوي دومانوفيتش، وتمنح مؤسسة «رادوي دومانوفيتش» جائزة تحمل اسمه للأعمال الساخرة والمساهمة الشاملة في التهكم الصربي.
بدأ مشروع «رادوي دومانوفيتش» في عام 2013  بهدف رقمنة الأعمال المجمعة لـرادوي دومانوفيتش، وجعلها متاحة على نطاق أوسع للقراء في جميع أنحاء العالم من خلال نشر ترجمات لقصصه القصيرة.